# 長谷川育美 公式ラジオ（決）
『長谷川育美 公式ラジオ（決）』（はせがわいくみ こうしきらじお）は、2024年8月6日からAuDeeで配信されているラジオ番組。
また、2024年11月から1ヶ月限定で放送された『AuDee CONNECT・木曜日 長谷川育美 公式ラジオ（地上波）』（オーディー・コネクト もくようび はせがわいくみ こうしきらじお）についても取り上げる。

## 番組概要
2024年8月1日、公式X、及び公式HPにて告知がされた。
パーソナリティは長谷川育美。長谷川にとって初のソロ冠ラジオとなる。公式SNS等をやっていない長谷川にとっての公式の場所になればいいなという事で、この番組名になったという。
末尾に（決）が付いているのは、タイトルが仮題っぽいので、決定という意味。
なお、読む際には（決）は読まずに「長谷川育美 公式ラジオ」と読む。
当番組はAuDee番組毎メンバーシップ方式での配信となっており、冒頭5分程は無料で視聴可能だが、以降は番組メンバーシップ（月額課金）が必要となっている。
メンバーシップ価格は、通常プランが550円/月（税込）、スペシャルプランが1,650円/月（税込）。
スペシャルプラン加入者には、毎月「公式格言グッズ」が届く。
毎週火曜日19:00に更新され、動画方式の配信。（映像はなく静止画が表示される方式）
番組ハッシュタグは「#長谷川育美公式」。
公式Xでは、オフショットやオンショットが不定期に投稿されている。
当初ロゴのようなものは存在しなかったが、8月分の「公式格言グッズ」が送付されるタイミングでロゴが登場。2024年9月29日に公式Xのアイコンに設定された。
なお当初のロゴの英語表記の部分が「HASEGAWA IKUMI OFFICIAL "RAIDIO"」となっており、「RADIO」を誤植していた。
また、不定期に会員限定の記事（写真）や、動画コンテンツが投稿される時がある。
動画コンテンツは『メンバーシップ限定不定期コーナー「育美のお手元」』と題して開始しており、"長谷川育美の手元だけの影像をお届けする不定期のメニアックな企画です"とされている。
2024年11月の1ヶ月間月替わりパーソナリティとして、AuDee CONNECTの木曜日の最終枠（27:30～28:00）に『AuDee CONNECT・木曜日 長谷川育美 公式ラジオ（地上波）』として、TOKYO FMを始めとするJFN33局ネットで放送された。
会員には放送翌週の火曜日にディレクターズ・カット版としてアーカイブが更新され、アフタートークも加えて配信された。
2024年12月12日、メンバーシップサイトのリニューアルが行われ、URLが変更となった。（旧URLでもリニューアル時点ではリダイレクトがされる）

## パーソナリティ
- 長谷川育美

## 配信時間
『長谷川育美公式ラジオ（決）』
- AuDee
  - 2024年8月6日（第1回） - 
毎週 火曜日 19:00 - （冒頭5分程無料・以降メンバーシップ会員のみ）

『AuDee CONNECT・木曜日 長谷川育美 公式ラジオ（地上波）』
- JFN系列（33局ネット）
  - 2024年11月7日（第1回・通し回14回） - 2024年11月28日（第4回・通し回17回） 
毎週 木曜日 27:30 -  28:00

## ゲスト
- 第22回（2025年1月7日）都史（占い師）
- 第36回・第37回（2025年4月22日、29日）藤原夏海[7][注 2]

## 回リスト

### 長谷川育美公式ラジオ（決）
| 配信日 | 回     | タイトル                                               | 備考                                                           |
| 2024年 | 2024年 | 2024年                                                 | 2024年                                                         |
| --- | ------ | ------------------------------------------------------ | -------------------------------------------------------------- |
| 8月1日 | -      | 長谷川育美公式ラジオ(決)8月6日よる7時配信開始！        | 番組紹介で全編無料                                             |
| 8月6日 | #1     | 幼稚園ではどんな子だったの？                           | コーナー紹介まで無料で視聴可能                                 |
| 8月13日 | #2     | ROCK INでMELONとBIGLOVE                                | 番組開始告知後初の収録                                         |
| 8月20日 | #3     | お前！バカヤロウ！                                     |                                                                |
| 8月27日 | #4     | ごめんけど、世界一かわいい                             |                                                                |
| 9月3日 | #5     | 見るな！私のプロフィール！                             | 投稿時、コメント欄が開放されていたが、すぐに閉鎖された。       |
| 9月10日 | #6     | 抜けさせていただきました。里を。                       |                                                                |
| 9月17日 | #7     | この回だけは聴かないでもらいたい…                      | 「長谷川育美資料館」が最終回                                   |
| 9月24日 | #8     | あんたさぁ…感謝しな…                                   |                                                                |
| 10月1日 | #9     | 適度に適当に                                           | 「あなたの長谷川育美はどこから？」開始告知                     |
| 10月8日 | #10    | これブン回したらここらへん一帯の人間なぎ飛ばせますね！ |                                                                |
| 10月15日 | #11    | なんでやってないんだろ私…                              | 「あなたの長谷川育美はどこから？」が初回                       |
| 10月22日 | #12    | ここで、重大なお知らせです…                            | 「長谷川育美公式ラジオ（地上波）」告知                         |
| 10月29日 | #13    | お前もこの会場の一員なんだぞ！                         |                                                                |
| 11月は『AuDee CONNECT・木曜日 長谷川育美 公式ラジオ（地上波）』ディレクターズ・カット版・アフタートークを配信 |        |                                                        |                                                                |
| 11月12日 | #14    | セイコーマート！セイコーマート！                       | （地上波）#1ベース。                                           |
| 11月19日 | #15    | うわぁぁああああ！これ辛い…やばい…                     | （地上波）#2ベース。                                           |
| 11月25日 | #16    | 私ってプロ意識があるのでっ！                           | （地上波）#3ベース。                                           |
| 12月3日 | #17    | みんなの歌声憧れる！ぜーんぶほしい！                   | （地上波）#4ベース。                                           |
| 12月より通常放送に戻る                                                                                        |        |                                                        |                                                                |
| 12月10日 | #18    | シャチホコ体操の真実                                   | メンバーシップサイトメンテナンスの為、一時無料開放されていた。 |
| 12月17日 | #19    | 由々しき事態です！これは！                             |                                                                |
| 12月24日 | #20    | 今、必要な言葉が聞こえるエンディングです               | 特別企画「クリスマススペシャルラジオドラマ」を放送             |
| 12月31日 | #21    | みんなもそうだから言ってきてんだろ？言えよ！           | 長谷川育美偏見大賞2024・擬似的に年越しを迎えられる突発コーナー |
| 2025年 |        |                                                        |                                                                |
| 1月7日 | #22    | 簡単に言うと花火大会です                               | 占い師の都史先生に2025年の運勢を占って貰う。                   |
| 1月14日 | #23    | はい、説教です                                         | ここから収録も2025年に。仕事始めだった模様。                   |
| 1月21日 | #24    | これは何ですか？意味が分からないんですけれども！       |                                                                |
| 1月28日 | #25    | 知れるわけないだろ！モノボケで知れる人となりとは！？   |                                                                |
| 2月4日 | #26    | みんな、見てやってくださいよ…                          |                                                                |
| 2月11日 | #27    | このラジオがたった500円で聴けていいのか!?              | 特別企画「バレンタインスペシャルラジオドラマ」を放送           |
| 2月18日 | #28    | 私ホントに〇〇に命かけてたときがあって…                |                                                                |
| 2月25日 | #29    | 何が大変だったかって、１年以上その事実を隠すこと！     |                                                                |
| 3月4日 | #30    | お前がやってるのは“風”でしかない、もっと本質を捉えろ！ |                                                                |
| 3月11日 | #31    | もうやることない！帰りたい！                           | 「長谷川育美、早くあるある聞きたい」開始告知                   |
| 3月18日 | #32    | 逃げんなよ！わかってんだから！                         |                                                                |
| 3月25日 | #33    | 長谷川育美早く〜あるある聞きたい〜                     | 「長谷川育美、早くあるある聞きたい」が初回                     |
| 4月1日 | #34    | 私は声量でねじ伏せていく！                             |                                                                |
| 4月8日 | #35    | 結局、茶色がうまい！                                   |                                                                |
| 4月22日 | #36    | 初ゲスト！ひょおぉぉぉ！                               | ゲスト：藤原夏海                                               |

### AuDee CONNECT・木曜日 長谷川育美 公式ラジオ（地上波）
| 配信日   | 回     | 楽曲選曲テーマ               | 備考   |
| 2024年   | 2024年 | 2024年                       | 2024年 |
| -------- | ------ | ---------------------------- | ------ |
| 11月7日  | #1     | 長谷川育美出演作楽曲         |        |
| 11月14日 | #2     | 聴くと頭抱えちゃう曲         |        |
| 11月21日 | #3     | アイドルソング               |        |
| 11月28日 | #4     | 長谷川育美がカラオケで歌う曲 |        |

### メンバーシップ不定期動画「育美のお手元」
| 配信日   | 回     | タイトル       | 備考   |
| 2024年   | 2024年 | 2024年         | 2024年 |
| -------- | ------ | -------------- | ------ |
| 10月31日 | #1     | 箱の中身編     |        |
| 2025年   |        |                |        |
| 2月18日  | #2     | 玉運びゲーム編 |        |

## コーナー
フォトメモリー
SNSをやっていない長谷川が誰に見せるでもなく、色々な現場で撮った写真を公開しながら、その時の思い出を語っていくコーナー。
直近のイベントや、長谷川が個人的に行った場所などの話が展開されている。
基本的に2本録りの1本目（偶数回）のコーナーとして行われている。
長谷川育美偏見撲滅委員会
極端にキャラ付け、偏見を持たれがちな長谷川。
リスナーに勝手が思っている偏見を送ってもらい、「Prejudice（プレジデス / 偏見）」か「Not Prejudice（ノットプレジデス / 偏見ではない）」を長谷川が判定するコーナー。
基本的に2本録りの2本目（奇数回）のコーナーとして行われている。
第21回（2024年12月31日配信）に「長谷川育美偏見大賞2024」が行われ、2024年のメールの中からいくつかの賞を設け、表彰した。

あなたの長谷川育美はどこから？
第9回（2024年10月1日配信）より、リスナーからのメッセージから始動することが決定。
リスナーが長谷川を好きになったきっかけの作品・キャラクターと、その思い出を送るコーナー。
それに合わせて、長谷川もその作品の思い出を語っていく。
第11回（2024年10月15日）に初回が行われ、一回で一作品を振り返る方式で、思い出などを語っていく形式。
基本的に2本録りの2本目（奇数回）のコーナーとして行われている。
以下、取り上げた作品リスト。
| 配信日   | 回     | コーナー回 | タイトル                                               | 作品                                                            |
| 2024年   | 2024年 | 2024年     | 2024年                                                 | 2024年                                                          |
| -------- | ------ | ---------- | ------------------------------------------------------ | --------------------------------------------------------------- |
| 10月15日 | #11    | #1         | なんでやってないんだろ私…                              | 86-エイティシックス-                                            |
| 10月29日 | #13    | #2         | お前もこの会場の一員なんだぞ！                         | 推しが武道館行ってくれたら死ぬ                                  |
| 12月17日 | #19    | #3         | 由々しき事態です！これは！                             | 弱キャラ友崎くん                                                |
| 2025年   |        |            |                                                        |                                                                 |
| 1月21日  | #24    | #4         | これは何ですか？意味が分からないんですけれども！       | 真夜中ぱんチ                                                    |
| 2月4日   | #26    | #5         | みんな、見てやってくださいよ…                          | ワールドダイスター                                              |
| 3月4日   | #30    | #6         | お前がやってるのは“風”でしかない、もっと本質を捉えろ！ | 恋は世界征服のあとで                                            |
| 4月1日   | #34    | #7         | 私は声量でねじ伏せていく！                             | ループ7回目の悪役令嬢は、元敵国で自由気ままな花嫁生活を満喫する |
|          |        | #8         |                                                        | ぼっち・ざ・ろっく！                                            |

長谷川育美、早くあるある聞きたい
毎回テーマを設けて、皆さんからのあるあるを大募集するコーナー。
独断と偏見で「あるある度」を％で判定する。
タイトルは元々「あるある探検隊（レギュラー）」にする予定だったが、世代を鑑みた結果、RGの方にタイトルを変更したらしい。
以下、毎回のテーマ。
| 配信日  | 回     | コーナー回 | タイトル                           | テーマ         |
| 2025年  | 2025年 | 2025年     | 2025年                             | 2025年         |
| ------- | ------ | ---------- | ---------------------------------- | -------------- |
| 3月25日 | #33    | #1         | 長谷川育美早く〜あるある聞きたい〜 | 声優あるある   |
| 4月8日  | #35    | #2         | 結局、茶色がうまい！               | 声優あるある   |
|         |        | #3         |                                    | 新学期あるある |

スペシャルラジオドラマ
不定期に行われるコーナー。
行事ごとがある際に、AIにその行事とラジオの雰囲気の情報だけ入れて台本を書いてもらい、それを長谷川が朗読するというコーナー。
現在クリスマス（第20回 2024年12月24日）と、バレンタインデー（第27回 2025年2月11日）の二回行われている。

## 過去存在したコーナー
長谷川育美資料館
ほぼ謎に包まれている長谷川の生まれてから声優になるまで、主に学生時代どういう風に過ごしてきたかを、思い出とともに振り返るコーナー。
生まれてから幼稚園・小学生・中学生・高校生の4パートで話して行く。（#1,#3,#5,#7の全4回でコーナーは終了）
基本的に2本録りの2本目（奇数回）のコーナーとして行われた。